# Shakeel Badayuni
Shakeel Badayuni (3 augustus 1916 - 20 april 1970) is een Indiaas dichter en liedjesschrijver van de jaren 50 en 60. Shakeel Badayuni werd geboren in Badayun, Uttar Pradesh. Zijn vader, Mohammed Jamaal Ahmed Sokhta Qadiri wilde dat hij hard studeerde en een goede carrière zou hebben. Hij zorgde ervoor dat Shakeel thuis lessen Arabisch, Urdu, Perzisch en Hindi kon volgen.
De stijl van Shakeels poëzie was niet geheel conventioneel zoals andere shayars (dichters). Een van zijn verre familieleden, Zia-ul-Qadiri Badayuni, was een religieuze shayar. Shakeel was door hem geïnspireerd en de contemporaine omgeving van Badayun leidde hem tot de Sher-o-Shayari.
Toen Shakeel in 1936 de Aligarh Muslim University betrad, nam hij deel aan intercollege-, interuniversiteit-mushairas en won hij met regelmaat. In 1940, toen hij 24 jaar oud was, trouwde hij met Salma. Zij was een ver familielid van hem en beiden hebben sinds hun jeugd in een huis gewoond met soortgelijke gebruiken en regels. Echter, het parda-systeem was gebruikelijk in hun familie, waardoor ze geen hechte relatie konden delen met elkaar.
Nadat Shakeel zijn B.A. had behaald, verhuisde hij naar Delhi om daar te gaan werken als voorraadofficier. Ondertussen bleef hij deelnemen aan mushairas. Hiermee vergaarde hij wereldwijde bekendheid. In de jaren 40 was het gebruikelijk dat shayars schreven over de onderdrukte delen van de maatschappij, hun opstand en de verbeteringen van de maatschappij. Het opvallende was dat Shakeel een totaal andere smaak had – zijn poëzie was vaak niet romantisch en lag dicht bij het hart. Shakeel zei altijd:

Main Shakeel Dil Ka Hoon Tajurma, 

Ki Mohabbaton Ka Hoon Raazdaan, 

Mujhe Fakr Hai Meri Shayari, 

Zindagi Se Juda Nahin

Shakeel verhuisde in 1944 naar Bombay om liedjes te schrijven voor Indiase Bollywood-films. Hij ontmoette filmproducent A.R. Kardar en muziekcomponist Naushad. Zij vroegen hem om zijn dichterlijke gaven te gebruiken voor het schrijven van liedjes voor films. Shakeel schreef onder meer Hum Dil Ka Afsana Duniya Ke Suna Denge en Har Dil Main Mohabbat Ki Ek Laga Denge. Naushad contracteerde Shakeel meteen voor Kardars film Dard (1947). De liedjes van Dard bleken erg aan te slaan. Niet veel liedjesschrijvers slagen erin reeds met hun eerste film succes te behalen, maar Shakeel lukte dit wel en de films die daarop volgden werden ook een groot succes. Hij schreef voor ongeveer 89 films en vrijwel al deze films werden begeleid door muziek die door Naushad gecomponeerd was. De overige muziek werd gecomponeerd door Ravi en Hemant Kumar.
Al deze successen leidden ertoe dat het duo Shakeel (liedjesschrijver) en Naushad (componist) het meest gevraagd werd in de Indiase filmindustrie. Enkele films waarvoor Shakeel en Naushad liedteksten en muziek schreven, waren: Baiju Bawra (1952), Mother India (1957), Mughal-e-Azam (1960), Dulari (1949), Shabab (1954), Ganga Jamuna (1961) en Mere Mehboob (1963). Badayuni werkte vaak samen met Naushad, maar hij werkte ook samen met Ravi en Hermant Kumar. Zijn bekendste film waarvoor hij samenwerkte met Ravi en Hermant Kumar was Chaudhvin Ka Chand (1960). De film Sahib Bibi Aur Ghulam (1962) werd zijn grootste hit. De titelsong van Chaudvin Ka Chand, gezongen door Mohammed Rafi, zorgde ervoor dat Badayuni in 1963 de Filmfare Award for Best Lyricist won.
Behalve filmsongs schreef Shakeel ook gazals. Deze gazals worden nog steeds gezongen door zangers als Pankaj Udhaas. Shakeel had een hechte band met Naushad, Ravi en Ghulam Mohammed. Samen genoten zij van het leven. Anders dan andere shayars was hij geen alcoholist. Shakeel Badayuni stierf op 53-jarige leeftijd op 20 april 1970 ten gevolge van diabetes. Hij liet een vrouw, dochter en zoon achter.
- Bibsys: 8066634
- Gemeinsame Normdatei: 1146423810
- International Standard Name Identifier: 0000 0000 4610 5263
- Library of Congress Control Number: no96057340
- MusicBrainz: 1d3c49aa-a3d8-4992-b1d0-0a9b3abaae22
- Istituto Centrale per il Catalogo Unico: DDSV235833
- Système universitaire de documentation: 260424226
- Virtual International Authority File: 31593010